# デヨペヤ (小惑星)
デヨペヤ (184 Dejopeja) は、小惑星帯に位置するM型小惑星の一つ。
1878年2月28日にオーストリアの天文学者ヨハン・パリサが発見し、ローマ神話に登場するニンフの1柱デーイオペーア (Deiopea) のドイツ語表記から命名された。